# Simcenter
Simcenter — портфель программных продуктов компании Siemens PLM Software для инженерного анализа, включающий инструменты для выполнения 1D-функционального моделирования и 3D-расчётного моделирования, проведения натурных испытаний, обеспечения управления данными инженерного анализа, прогнозирования технических характеристик и поведения изделия на единой PDM-платформе. Построен в основном на базе продуктов поглощённой в 2012 году бельгийской компании LMS, включает также ряд программ сторонних производителей. Применяется в авиастроении, ракетно-космической отрасли, автомобилестроении и других машиностроительных отраслях.
Анонсирован 14 июня 2016 года, первый выпуск состоялся одновременно с очередной версией системы автоматизированного проектирования NX 11 в августе 2016 года.

## Состав
Системы для 1D-функционального моделирования:
- LMS Imagine.Lab Amesim — платформа разработки систем изделий на основе расчетного моделирования — MBSE (англ. Model-based systems engineering). Изделия в расчётных моделях представляются в виде функциональных схем, компоненты для построения функциональных схем изделий для решения самых разнообразных задач содержатся в наборе библиотек. Позволяет построить многоуровневую параметризованную функциональную модель изделия, обеспечить анализ её работы и оптимизацию ее параметров для обеспечения требуемых характеристик.
- LMS Imagine.Lab Sysdm — система для организации совместной работы и централизации данных в проектах с распределённым коллективом разработчиков. На основе ролевых функций участников проекта, организует согласованную работу (планирование, доступ к данным, отчётность, утверждение и др.) при разработке комплекса систем разрабатываемого изделия.
- LMS Imagine.Lab System Synthesis — специализированная система управления процессами и данными разработки систем изделий, базирующейся на виртуальном моделировании.
- LMS Imagine.Lab Embedded Software Designer — интегрированная среда разработки для модельно-ориентированного подхода к разработке бортового программного обеспечения через тестирование.

Для 3D-расчетного моделирования в комплект входит продукт Simcenter 3D, объединяющий технологии 3D-численного моделирования и набор библиотек для проведения инженерного анализа. Основой продукта служит пре-постпроцессор Simcenter Engineering Desktop, предоставляющий пользователю возможности по подготовке расчётных моделей (возможности CAD-модуля NX, синхронная технология, импорт-экспорт геометрических моделей, построение FEM-сеток (Finite Element Method, (рус.) метод конечных элементов), библиотека материалов, связь со сторонними CAE решателями и другие возможности) и обработке результатов вычислений (различные инструменты визуализации результатов, создание анимации, снятие числовых значений, создание и работа с графиками, обработка результатов по математическим формулам).
В качестве основных расчётных модулей (решателей) в Simcenter 3D входят: NX Nastran (для проведения компьютерного инженерного анализа (CAE) проектируемых изделий методом конечных элементов), SC Thermal (тепловые задачи, основан на коде TMG-Thermal компании Maya HTT), SC Flow (гидрогазодинамика и тепломассобмен на основе решения уравнений Навье — Стокса, на базе кода TMG-Flow компании Maya-HTT), SC Multiphysics (нелинейное решение для задач термоупругости, использующее решатели NX Nastran и SC Thermal), SC Motion (динамика систем твёрдых тел с анализом работоспособности, кинематических и динамических характеристик), Samcef (для конечно-элементных моделей в задачах проектирования ветроэнергетических установок, роторных механизмов, структурного и теплового анализа, а также анализа композитов), STAR-CCM+ (гидрогазодинамика, тепломассоперенос, моделирование химических процессов, ряд прочностных задач и задач по электромагнетизму, акуститке). В качестве сторонних решателей могут быть использованы: Ansys, MSC Nastran, Abaqus, LS-DYNA.
Программные продукты для физических испытаний:
- LMS Test.Lab — программно-аналитический комплекс для исследования виброакустических характеристик технических систем.
- LMS Test.Xpress — программное обеспечение для задач экспериментальной виброакустики и усталостной долговечности: диагностика изделий, исследовательские испытания, квалификационные и сертификационные испытания.
- LMS TecWare — программное обеспечение для работы с данными об эксплуатационных нагрузках (как силовых, так и динамических эксплуатационных — ускорения, деформации, перемещения).
- LMS SCADAS — аппаратные средства для сбора и обработки данных испытаний.

Входящий в портфель продукт HEEDS (англ. Hierarchical evolutionary engineering design system от компании Red Cedar Technology предназначен для параметрической оптимизации конструкции, обеспечивает возможности комбинирования собственных и коммерческих инструментов компьютерного моделирования, двустороннюю интеграцию с большинством CAD-пакетов, поддержку синхронного и асинхронного запуска, а также управления процессом перестроения множества вариантов конструкции.
Simcenter интегрирован с Teamcenter, управляющим данными на различных этапах жизненного цикла изделия, производитель считает, что такой механизм взаимодействия позволяет реализовать концепцию предсказательной инженерной аналитики (англ. Predictive engineering analytics).